# Animate
Animate är en låt av den kanadensiska progressiv rock bandet Rush. Den släpptes som den första låten på albumet Counterparts  släppt 19 oktober 1993. Låten var senare också släppt som den fjärde singeln från albumet. 
Rush spelade "Animate" på deras sista konsert, den 1 augusti 2015. Totalt spelades låten 216 gånger live.